# Volkswagen Routan
 Ikke at forveksle med Volkswagen Touran.
Volkswagen Routan var en stor MPV fra Volkswagen. Bilen blev bygget udelukkende til det nordamerikanske marked mellem midten af 2008 og slutningen af 2012, og blev bygget på Chryslers fabrik i Windsor i Canada. Basismotoren var en 3,8-liters V6 med 145 kW/197 hk. Til slut fandtes kun én motor, en 3,6-liters V6 med 208 kW/283 hk.
Routan delte platform med den i 2008 introducerede femte generation af Chrysler Voyager.
Dermed er Routan større end den europæiske Volkswagen Sharan.
Kritikpunkter var bl.a. dårlig materialekvalitet i kabinen og et brændstofforbrug på mere end 12 liter pr. 100 km i amerikansk normcyklus.

## Tekniske specifikationer
| Model | Cylindre | Slagvolume cm³ | Max. effekt kW (hk) / omdr. | Max. drejningsmoment Nm / omdr. | 0-100 km/t sek. | Topfart km/t |
| ----- | -------- | -------------- | --------------------------- | ------------------------------- | --------------- | ------------ |
| 3.6   | 6        | 3604           | 208 (283) / 6350            | 340 / 4650                      | 8,6             | 209          |
| 3.8   | 6        | 3778           | 145 (197) / 5200            | 230 / 4000                      | 10,2            | 193          |
| 4.0   | 6        | 3952           | 187 (254) / 6000            | 350 / 4100                      | 8,9             | 205          |